# Понте, Пьеро де
Пье́ро де По́нте (итал. Piero de Ponte) или Пьери́но дель По́нте (итал. Pierino del Ponte; 26 августа 1462, Асти, Пьемонт — 18 ноября 1535, Биргу) — 44/45-й Великий магистр ордена госпитальеров (1534—1535). 

## Орфография и передача имени
Передача имени будет меняться в зависимости от выбранного варианта на языке оригинала: Пьерино ди Понте, Пьерино дель Понте, Перин дю Пон (Дюпон), Пьер дель Понте.
- итал. Pierino di Ponte[1]
- итал. Pierino del Ponte[1][2]
- итал. Pierino de Ponte[3]
- фр. Perin du Pont[4]
- фр. Pierre du Pont[5]
- фр. Pierre del Ponte[6]

## Краткие сведения
Происходил из древнего рода сеньоров де Ломбриаско (de Lombriasc), после вступления в орден родосских рыцарей был назначен бальи Сант-Эуфемии в Калабрии. Пьетро дель Понте был избран великим магистром Мальтийского ордена 26 августа 1534 года. Рыцарь отсутствовал на острове, поскольку находился в Калабрии. Доставленное епископом Мальты Босио известие об избрании принял со слезами на глазах и отказался от высокого поста, но после двух месяцев уговоров и под воздействием обстоятельств в условиях готовившейся войны вступил в должность. Прибыл на Мальту 10 ноября 1534 года.
Время правления орденом совпало с борьбой Карла V против берберских пиратов и проведением Тунисской войны. Барбаросса пытался овладеть Тунисом, который был им захвачен в 1535 году. Карл V стремился сохранить за собой плацдарм на северном побережье Африки для защиты Неаполя и Сицилии от вторжений корсаров с моря и решил вести войну за Тунис. Испанский монарх собрал военные силы европейских королевств (без Франции), объявив нечто вроде крестового похода против османского флота и корсаров. Командование морскими силами было поручено известному адмиралу-кондотьеру генуэзцу Андреа Дориа.

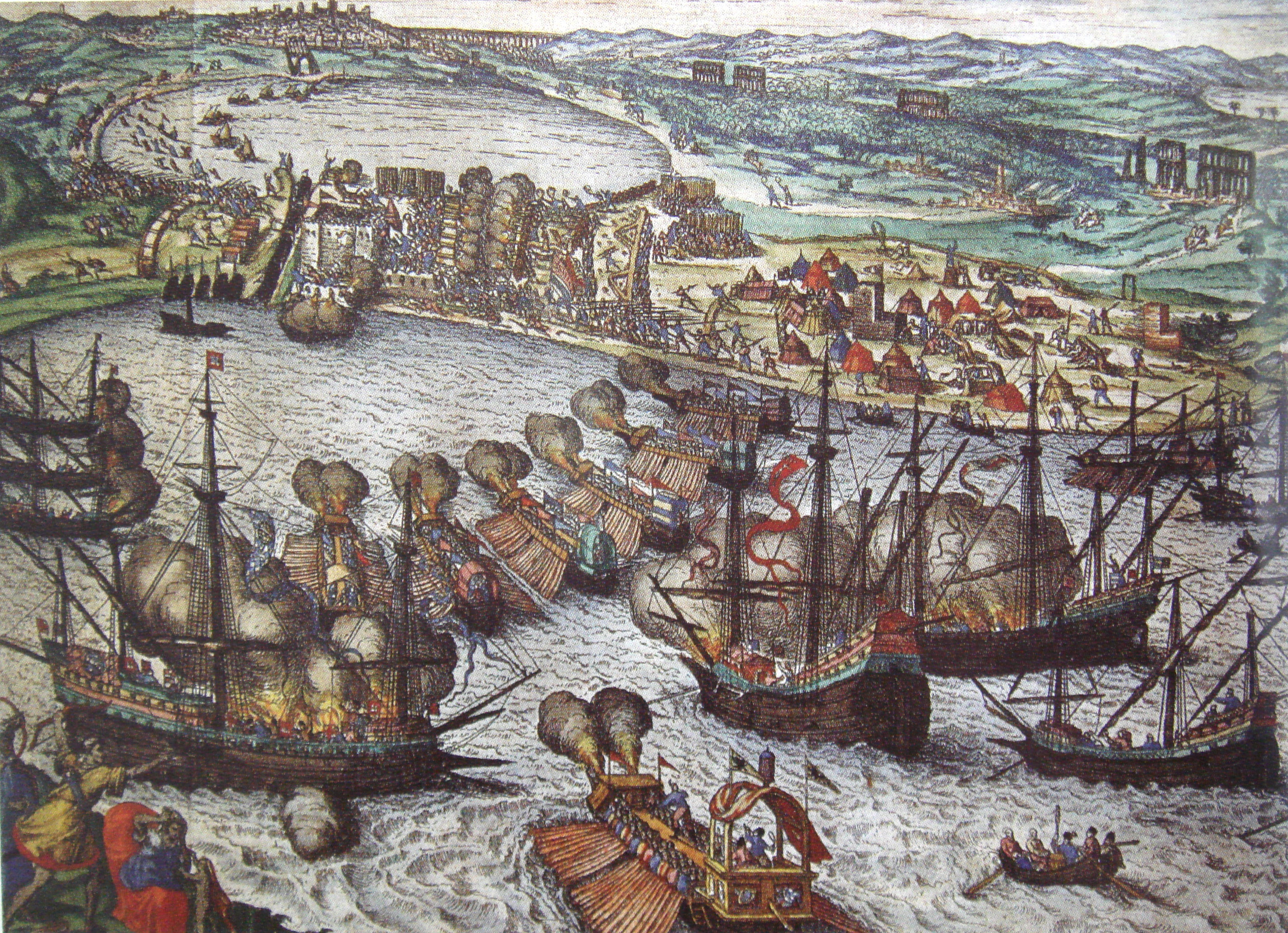
Атака Голеты

Мальтийский орден впервые участвовал в совместных с силами Карла V военных действиях. Пьетро дель Понте отправил Карлу V 25 кораблей с 2 000 солдат под командованием славного рыцаря Боттиджеллы (приор Пизы Ботижель Botigelle). В состав объединенного флота вошли 400 кораблей и 40 000 солдат, или по другим данным, 300 парусных кораблей, вмещавших 25 000 солдат пехоты, 2 000 лошадей и значительного количества добровольцев разных национальностей. В начале июня 1535 года силы объединённых христианских государств высадили десант на североафриканском берегу близ руин Карфагена и вскоре начали осаду Голеты, защищавшую подступы к городу Тунису. Самая большая каракка шла позади всех галер, накрывая форт навесным огнём. После 24-дневных упорных боёв сопротивление турок-османов и берберов было сломлено и крепость была взята.
Но Пьетро дель Понте руководил орденом весьма короткое время — немногим более одного года. Великий магистр умер 18 (17) ноября 1535 года и был похоронен рядом с Филиппом Вилье де л’Иль-Аданом в церкви св. Анны форта Сант-Анджело, поскольку в то время там в замке находилась резиденция великих магистров. В конце XVI века прах был перенесён в Валлетту в собор св. Иоанна после завершения его строительства. Эпитафия и выпущенные монеты описаны в работе «Анналы Мальтийского ордена» (Annales de l’Ordre de Malte).